# Kelet-Berlin

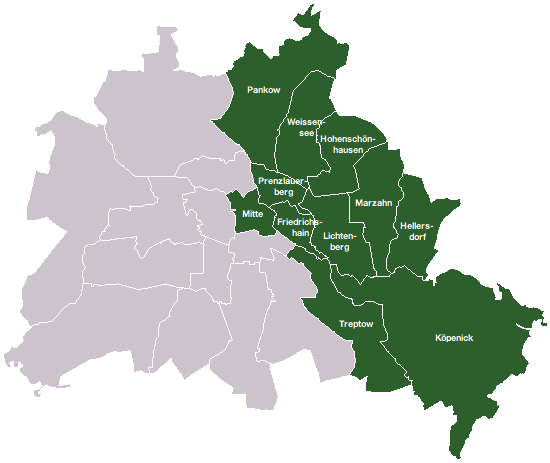
Kelet-Berlin

Kelet-Berlin (németül: Ost-Berlin) a Német Demokratikus Köztársaság (NDK) fővárosa volt 1948 és 1990 között. Az NDK állami sajtója ezt a szót sohasem használta, a város hivatalos elnevezése „Berlin, az NDK fővárosa” (Berlin Hauptstadt der DDR) volt. Az Amerikai Egyesült Államok, Franciaország és az Egyesült Királyság nem ismerte el hivatalosan mint fővárost, hanem csak mint Berlin szovjet megszállás alatt álló területét, amit 1945-ben hoztak létre. Az általuk ellenőrzött területek a Nyugat-Berlin nevet kapták, a két városrészt 1961. augusztus 13. és 1989. november 9. között az úgynevezett berlini fal választotta el egymástól. 1990. október 3-án, az NDK megszűnésével a két rész egyesült.

## Története
Amikor 1944. szeptember 12-én a szövetségesek aláírták a londoni egyezményt, az Egyesült Államok, az Egyesült Királyság és a Szovjetunió megegyeztek abban, hogy a háború után Németországot három megszállási övezetre osztják fel, Berlin pedig különleges státuszú marad, mert azt a három szövetséges közösen irányítja. 1945 májusában a szovjetek (akiknek megszállási övezetének kellős közepén feküdt Berlin), „Nagy-Berlini Magisztrátus” néven új városvezetést neveztek ki, mely 1947-ig állt fenn. Emellett a megállapodásnak megfelelően létrejött az úgynevezett Kommandatura, amely a három szövetséges által delegáltakból állt, és ez irányította Berlint. Csakhogy ebből 1948-ban a szovjet fél kilépett, a következő hónapokban pedig tovább erodálódott. A szovjet megszállás alatt álló területen továbbra is „Nagy-Berlini Magisztrátus” néven működött egy önálló közigazgatási szerv. A nyugati szektorokban megrendezett helyhatósági választásokon győztes Ernst Reutert a szovjet megszálló hatóság nem fogadta el Berlin polgármesterének, ezért a keleti városrész irányítására saját maga nevezett ki egy főpolgármestert.
1948 júniusában a szovjetek lezárták az összes közutat és vasutat, ami Nyugat-Berlinbe tartott, a keletieknek pedig megtiltották a belépést. Blokád alá vonták a városrészt, mellyel a szövetségesek megtörése volt a céljuk, ők azonban egy légihíd segítségével kitartottak, és 1949 májusára elérték, hogy megszűnjön. Ezzel azonban a város végérvényesen kettévált.
1949. október 7-én a szovjet zónában megalakult az NDK, melynek alkotmányában az ország fővárosának Berlint jelölték meg, amit valamennyi szocialista ország elismert. Az ország parlamentjébe, a Volkskammerbe mindazonáltal nem közvetlenül választották a képviselőit, és ők egészen 1981-ig nem is rendelkeztek teljes körű szavazati joggal.
1960-ig ezerszám hagyták el az emberek az NDK-t Nyugat-Berlin felé, aminek az oka az ország katasztrofális gazdasági helyzete volt, köszönhetően a Szovjetunió felé fizetendő háborús jóvátételnek, a második világháború pusztításainak, és annak, hogy az ország szovjet nyomásra nem fogadta el a Marshall-segélyt. 1961 augusztusában a keletnémet kormány drasztikus intézkedést vezetett be a további kivándorlás megakadályozására: egyetlen éjszaka alatt létrehozták a berlini falat, mellyel fizikálisan is elhatárolták Kelet- és Nyugat-Berlint. A betonfalat egyéb határvédelmi akadályokkal is ellátták, és rendkívül kockázatos volt megpróbálkozni annak átlépésével, ugyanis fegyveres katonák őrizték, akik tűzparancsot kaptak bármilyen tiltott határátlépő lelövésére. A fal 1989 novemberéig létezett.
Míg az NDK (Kelet-)Berlint saját önálló fővárosának tekintette (Berlin Hauptstadt der DDR), addig a nyugati politika soha nem ismerte azt el, hanem az egységes Berlintől elszakított önálló politikai egységként kezelte a várost. Leginkább „közigazgatási központként”, a „kormány székhelyeként” hivatkoztak rá. A nyugati hatalmak a város státuszának felrúgásaként értékelték, hogy Kelet-Berlinben az NDK népi hadseregének egységei állomásozhattak. Ennek ellenére már az 1970-es években nagykövetségeket nyitottak nyugati országok is itt. 1973-ban a két német állam viszonyának rendezésekor az NSZK Kelet-Berlint az NDK fővárosának ismerte el.
1990. október 3-án az NSZK és az NDK egyesültek, ezzel Berlin kettéosztottsága is megszűnt. Decemberben egységes helyhatósági választásokat írtak ki, 1991 januárjától pedig Eberhard Diepgen volt nyugat-berlini polgármester lett egész Berlin polgármestere.

### Lakosság

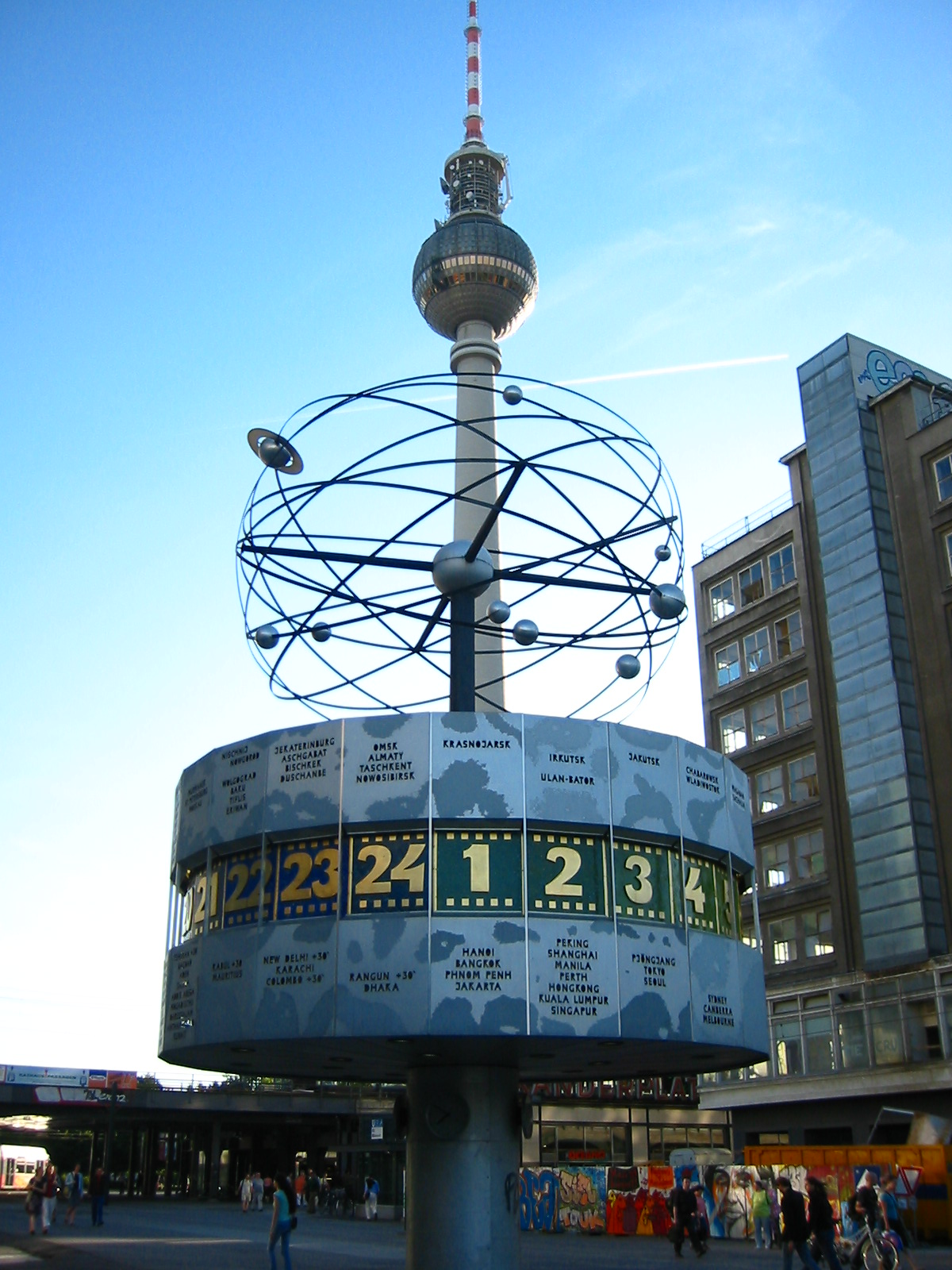
Az Alexanderplatz a TV-toronnyal

Kelet-Berlin lakossága a berlini fal felépítése előtt folyamatosan csökkent. Évente tízezrek menekültek a diktatúra elől Nyugat-Berlinbe. A határ lezárása után a város lakossága növekedésnek indult. Az új ipari beruházások vonzották a munkaerőt, így a város népessége 20 év alatt 200 000 fővel emelkedett.
| Év    | Lélekszám |
| ----- | --------- |
| 1946. | 1.174.582 |
| 1950. | 1.189.074 |
| 1955. | 1.139.864 |
| 1960. | 1.071.775 |
| 1961. | 1.055.283 |
| 1964. | 1.070.731 |

| Dátum | Lélekszám |
| ----- | --------- |
| 1971. | 1.086.374 |
| 1975. | 1.098.174 |
| 1981. | 1.162.305 |
| 1985. | 1.215.586 |
| 1988. | 1.284.535 |
| 1989. | 1.279.212 |

## Kelet-Berlin ma

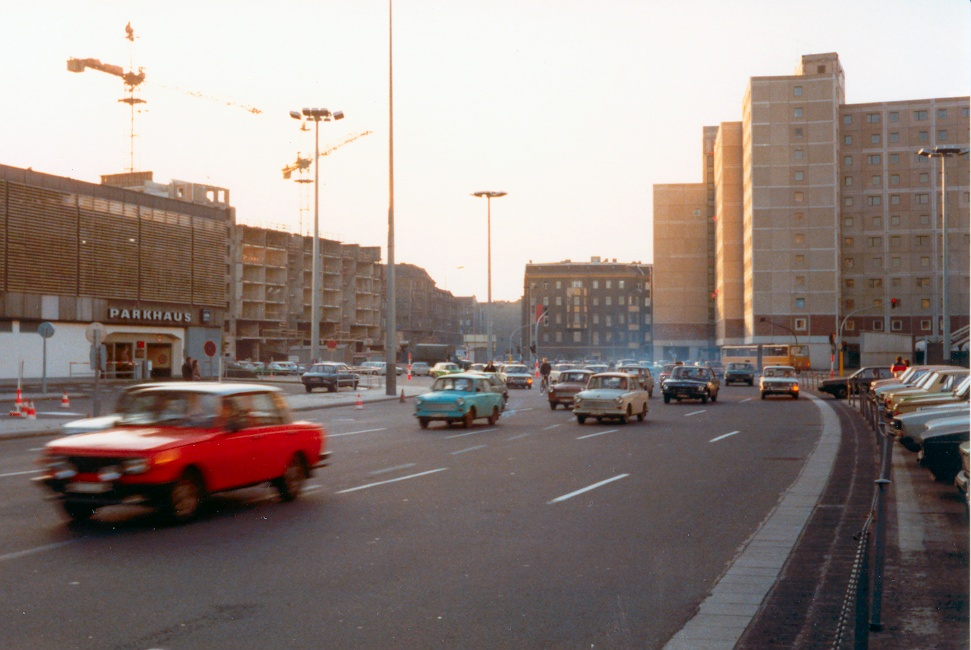
Utcakép 1983-ból

Az újraegyesítés óta a német kormány hatalmas összegeket költött arra, hogy a két városrészt integrálja, és a keleti félen is biztosítsa azokat a szolgáltatásokat és infrastruktúrát, amelyek a nyugati részen elérhetőek voltak.
Kelet-Németország gazdasága az újraegyesítés után padlón volt. Egy, még az NDK által alapított vagyonkezelő, a Treuhandanstalt végezte az állami tulajdonú cégek privatizációját. Ez hatalmas munkanélküliséghez vezetett, ugyanis ezek a vállalatok sem termelékenység, sem fejlettség szintjén nem tudták tartani a lépést a nyugatnémetekkel, ráadásul a környezetvédelmi és biztonsági előírásoknak sem feleltek meg. Kompenzációképpen a nyugatnémet területeken 7,5%-os szolidaritási hozzájárulási adót vezettek be, melynek bevételeiből a keleti felet támogatták - eredetileg csak 1991-1992-ben vetették volna ki, majd 1995-ben újra, és 1998-tól egészen a mai napig 5,5%-os mértékben. Az intézkedés ellenszenvet generált a keletnémetekkel szemben. A sztereotípiák egymással szemben megmaradtak, a nyugatiak „Ossinak” gúnyolják a keletieket, akik szerintük lusták, hanyagok, és megkeseredettek, a keletiek pedig „Wessinek” a nyugatiakat", akiket önzőnek, nagyképűnek és türelmetlennek tartanak.
Minden intézkedés ellenére ma is látható különbségek vannak a két városrész közt. Kelet-Berlinnek jellegzetes városképe maradt fenn, főként azért, mert sokkal több épület és tér maradt fenn még a világháború előtti időből, amelyek egy része a mai napig magán viseli a háborús sérüléseket. Emellett a szocialista építészet (a szocialista realizmus, majd később a tervutasításos rendszer épületei) is éles elkülönülést mutatnak Nyugat-Berlin városias fejlődésétől. Egy-két elnevezés a mai napig fennmaradt, például a Karl-Marx-Allee, a Rosa-Luxemburg-Platz, vagy a Karl-Liebknecht-Straße. Más neveket lecseréltek, például a Leninallee Landsberger Allee lett 1991-ben, a Dimitroffstraße pedig Danziger Straße 1995-ben.
További érdekesség, hogy egész Kelet-Berlinben (ahogy egész Kelet-Németországban is) megmaradt az ügynevezett „Ampelmännchen”, egy jellegzetes, kalapot viselő figura, a gyalogátkelőhelyek lámpáinak jelzésében.

## Forráshivatkozások
1. ↑  Policy, History &: History & Policy. History & Policy, 2014. január 29. (Hozzáférés: 2023. december 4.)
2. ↑  Helmut Peitsch – Rhys W. Williams: Berlin seit dem Kriegsende.  1989.  ISBN 978-0-7190-2668-3 Hozzáférés: 2023. december 4.
3. ↑  Conrad Stein, R.. Berlin. Children's Press, 29. o. (1997)
4. ↑  https://upload.wikimedia.org/wikipedia/commons/7/7d/USCOB_Hints_on_Visiting_East_Berlin_-_19811109.pdf
5. ↑  Emily Pugh: Architecture, Politics, and Identity in Divided Berlin.  2014–03–21.  ISBN 978-0-8229-7957-9 Hozzáférés: 2023. december 4.
6. ↑  Kinzer, Stephen. „Berlin Mayoral Contest Has Many Uncertainties”, The New York Times, 1990. december 1. (Hozzáférés: 2023. december 4.) (amerikai angol nyelvű)
7. ↑  BZSt - Tax withholding amount. www.bzst.de. (Hozzáférés: 2023. december 4.)
8. ↑  Company tax in the EU (angol nyelven). Your Europe. (Hozzáférés: 2023. december 4.)